# Ian Lougher
Ian Lougher (Cardiff, 10 luglio 1963) è un pilota motociclistico britannico.
È famoso per le 9 vittorie alla North West 200, le 10 al Tourist Trophy e le 32 alla Southern 100 Races ottenute in carriera.

## Carriera
Iniziò correndo diverse gare nel sud del Galles tra il 1982 e il 1989. La sua prima gara è stata a Llandow su una Yamaha RD 400 e la prima gara vinta è del 1983 a Pembrey. Nel 1990 gareggia nel campionato Europeo Velocità nella classe 125 conquistando dieci punti.
La prima partecipazione al Manx Grand Prix dell'Isola di Man di Ian Lougher è stata nel 1983 nella gara Newcomers 350cc Junior.  Questa gara Newcomeers (dei "nuovi arrivati") è considerata una classica e quell'edizione è stata vinta da Robert Dunlop con Steve Hislop in seconda posizione e Ian Lougher al 3º posto alla media 100.62 mph.
Nel 1984 Ian Lougher tornò al Manx GP ma s'infortunò in una caduta sul Mountain Mile mentre correva con una Armstrong 250 nel Junior Manx Grand Prix.
Il Duke Road Race Rankings dalla data della sua creazione (2002) è stato dominato da Ian Lougher, che ha vinto 3 volte e non si è mai piazzato dopo la 3ª posizione.
Nel 2004 torna a correre nel campionato europeo, nella classe 250, conquistando dieci punti.

## Vittorie al Tourist Trophy
| Anno | Gara & Cilindrata               | Moto   | Velocità media |
| ---- | ------------------------------- | ------ | -------------- |
| 1990 | Junior TT 350cc                 | Yamaha | 115.16 mph     |
| 1997 | Ultra-Lightweight TT classe 125 | Honda  | 107.89 mph     |
| 1999 | Ultra-Lightweight TT classe 125 | Honda  | 107.43 mph     |
| 2002 | Production TT 600cc             | Suzuki | 118.85 mph     |
| 2002 | Ultra-Lightweight classe 125    | Honda  | 108.65 mph     |
| 2005 | Supersport Junior 'A' TT 600cc  | Honda  | 120.928 mph    |
| 2008 | Lightweight TT classe 250       | Honda  | 100.741 mph    |
| 2009 | Ultra-Lightweight TT classe 125 | Honda  | 94.911 mph     |
| 2009 | Lightweight TT classe 250 #1    | Honda  | 100.273 mph    |
| 2009 | Lightweight TT classe 250 #2    | Honda  | 101.168 mph    |